# Flacourt
Flacourt è un comune francese di 144 abitanti situato nel dipartimento degli Yvelines, nella regione dell'Île-de-France.

## Società

### Evoluzione demografica
Abitanti censiti